# مرکز عملیات اضطراری ریاست جمهوری

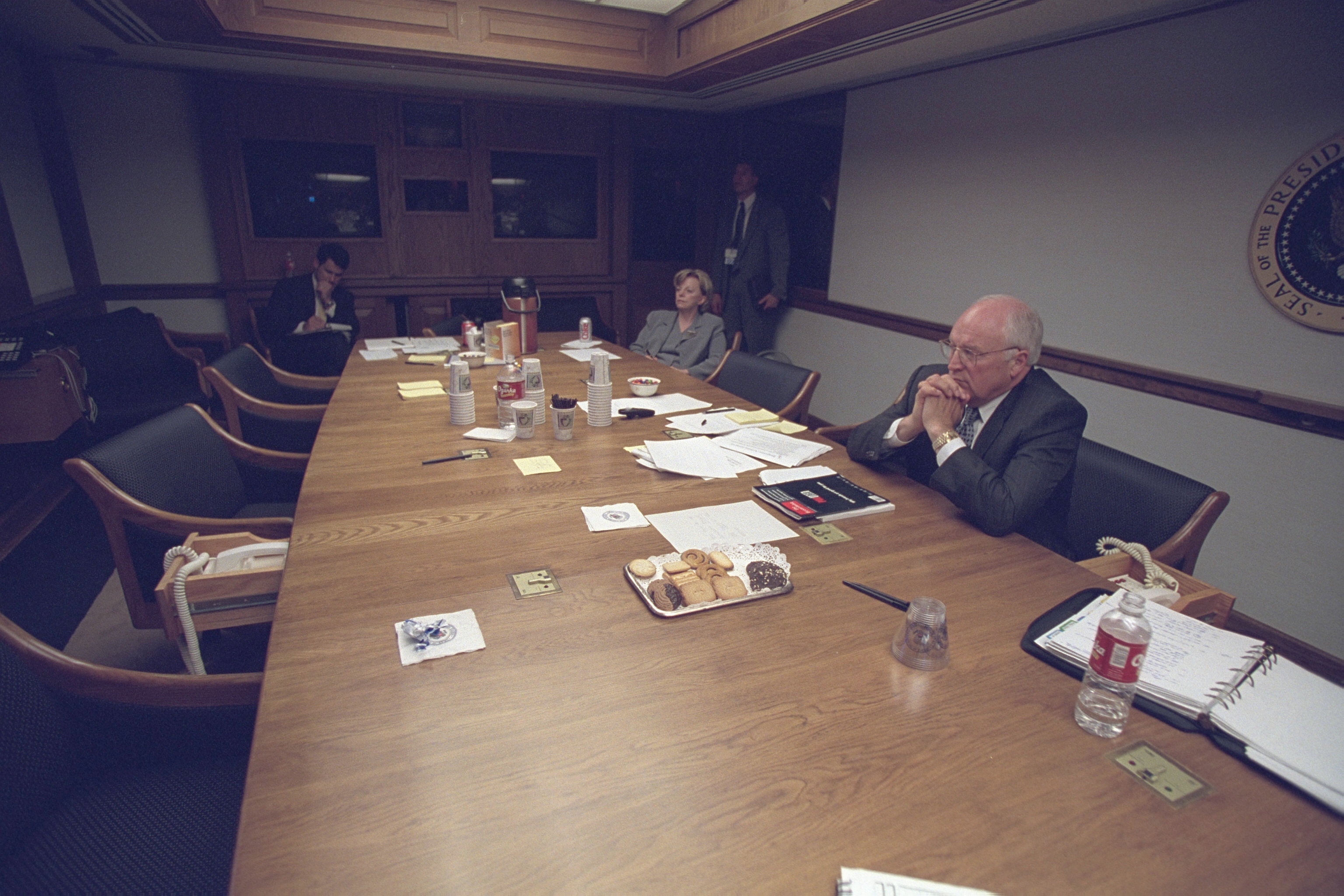
دیک چینی معاون وقت رییس جمهور ایالات متحده و همسرش، لین چینی، در مرکز عملیات اضطراری ریاست جمهوری در جریان حملات ۱۱ سپتامبر.

مرکز عملیات اضطراری ریاست جمهوری (به انگلیسی: Presidential Emergency Operations Center) یک سازهٔ پناهگاه‌مانند است که در زیرزمین بال شرقی ساختمان کاخ سفید، مقرر ریاست جمهوری ایالات متحدهٔ آمریکا قرار دارد. این سازه در مواقع اضطراری به عنوان یک پناهگاه و مرکز ارتباطی ویژه توسط رییس جمهور و دولتش مورد استفاده قرار می‌گیرد.